# Anobrium luridum
Anobrium luridum là một loài bọ cánh cứng trong họ Cerambycidae.